# Dischetă

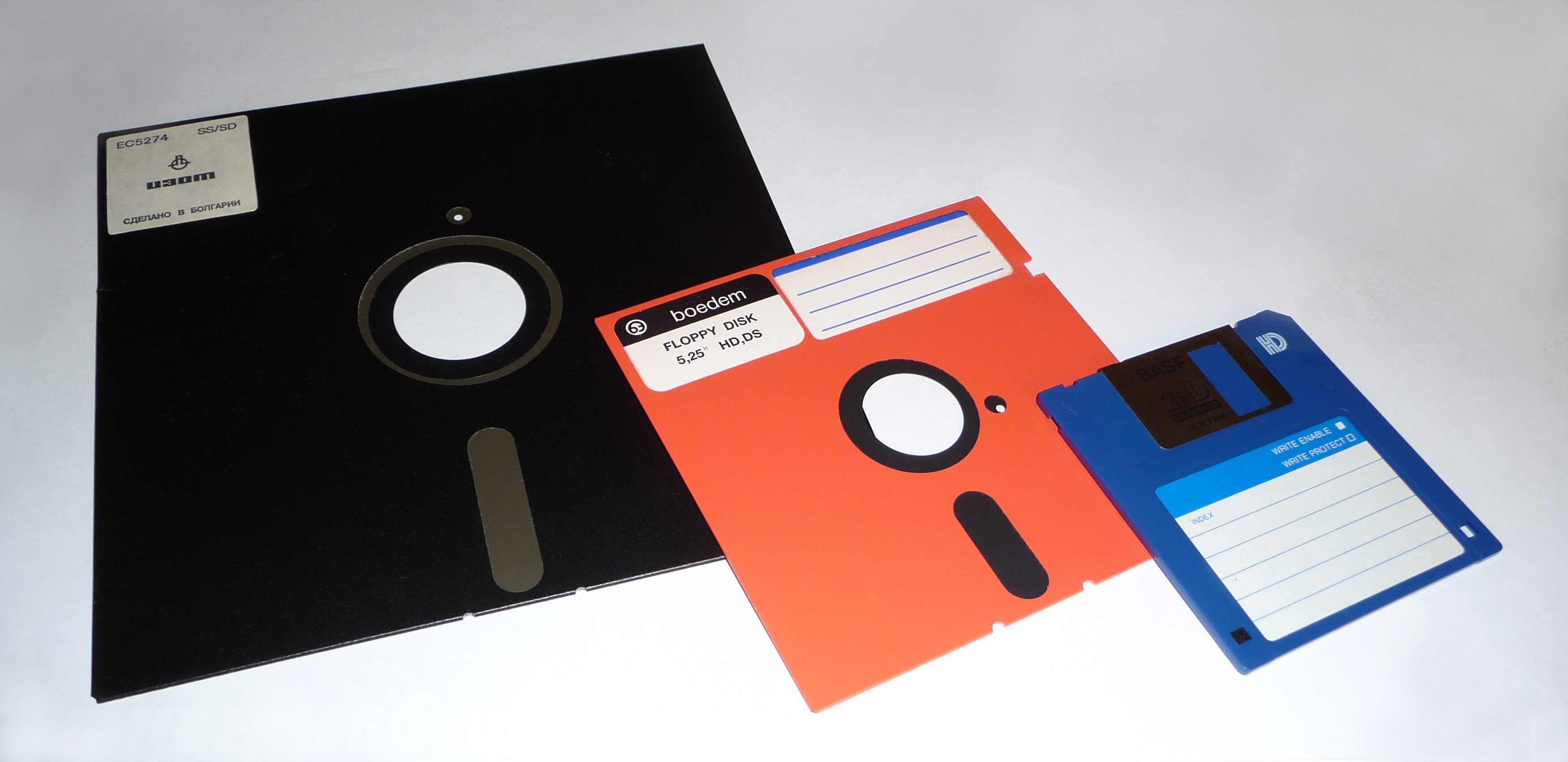
Dischete de 8 inch, 5¼ inch și 3½-inch

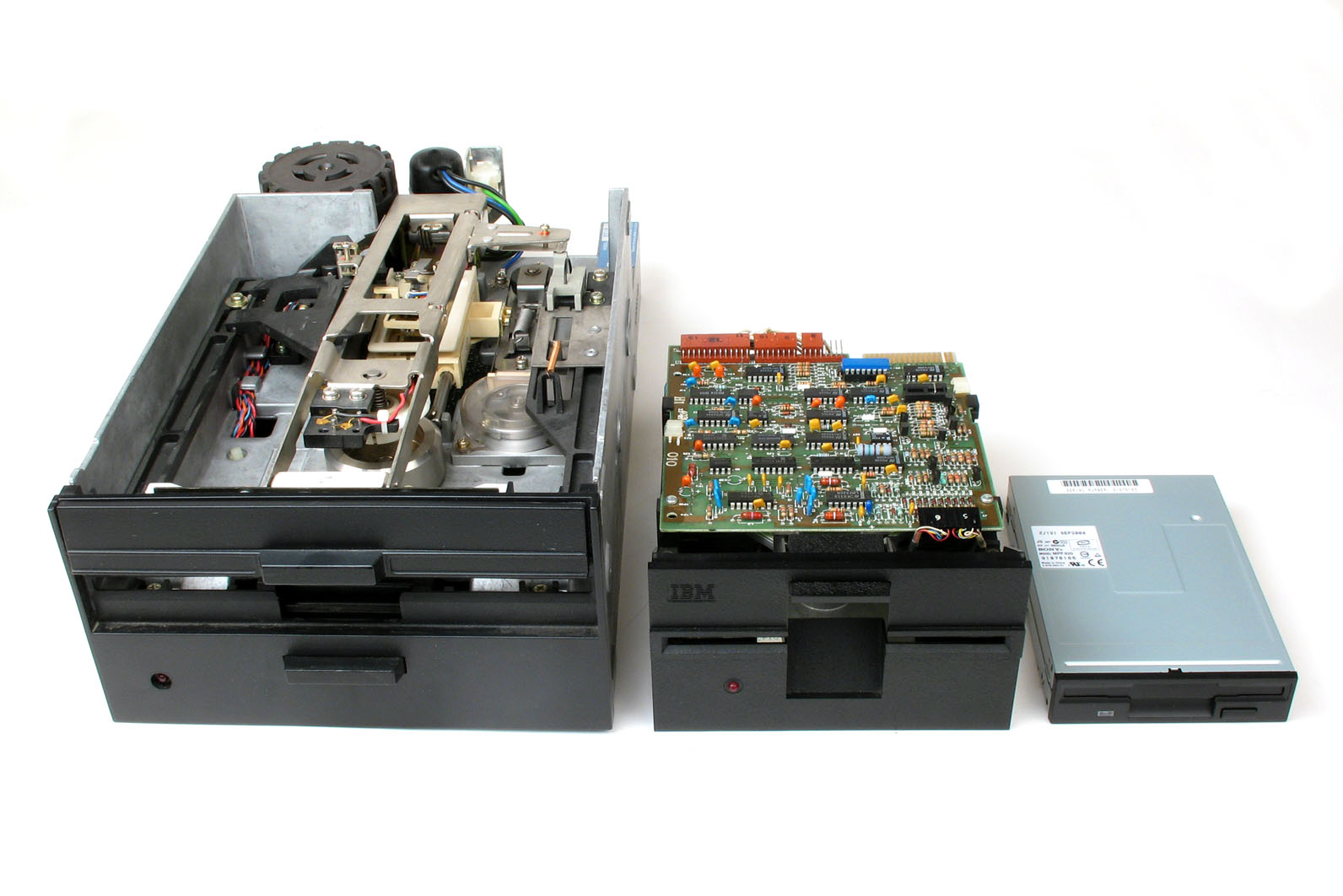
Unități de dischete 8-inch, 5¼-inch (full height) și 3½-inch

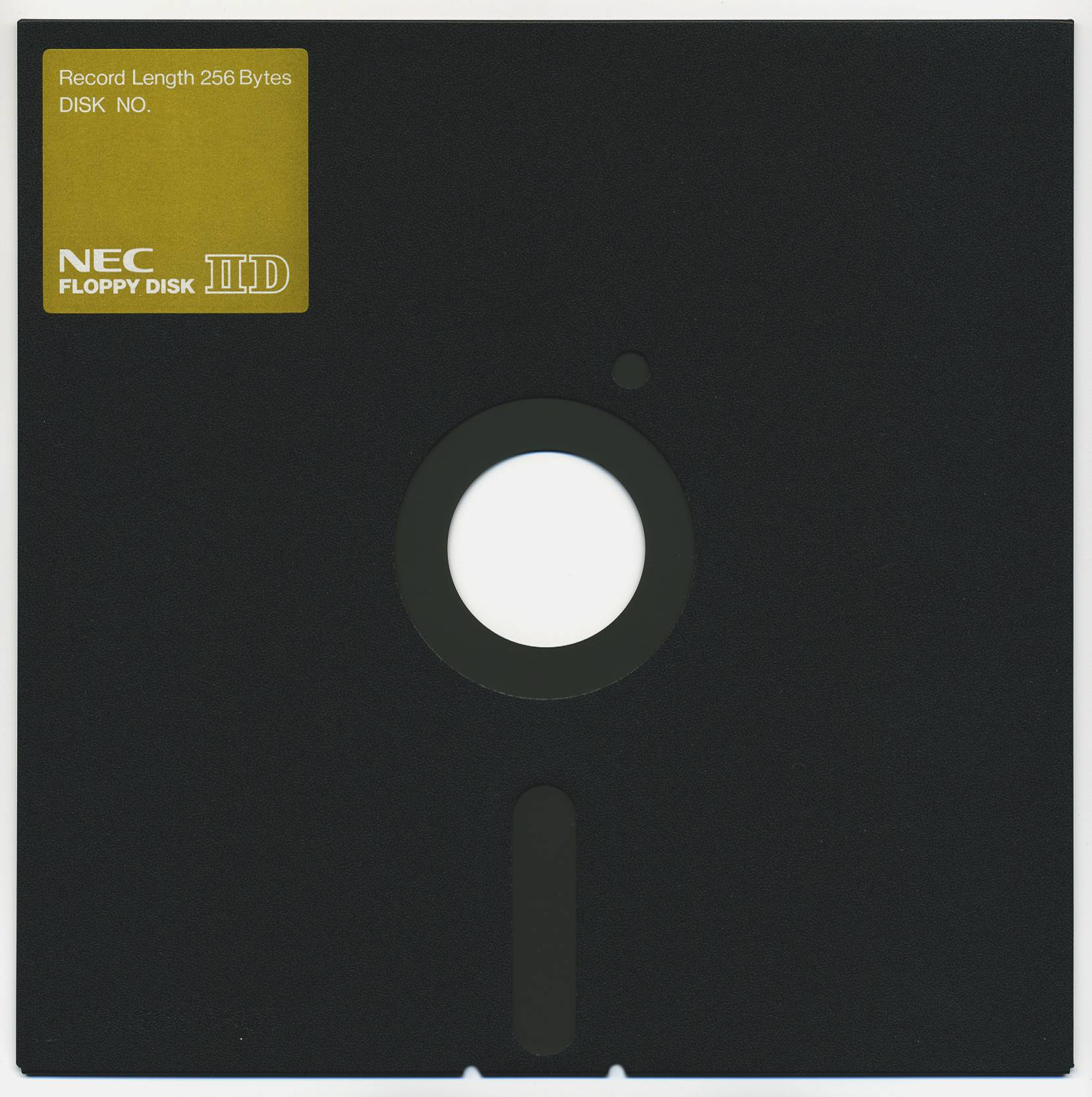
Dischetă foarte veche, cu diametrul de 8 țoli = 20 cm

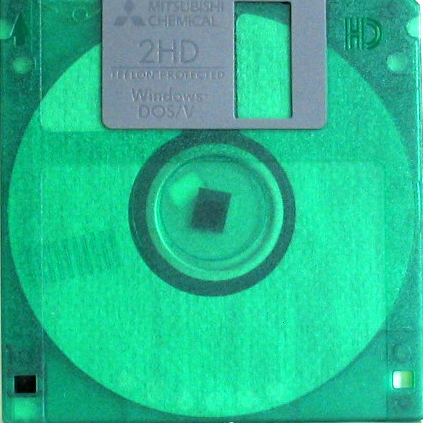
Dischetă de 3 1/2 țoli cu carcasă transparentă

Discheta (în engleză: floppy disk) este un dispozitiv de memorie externă (periferic) pentru stocarea de date pe un disc magnetic flexibil rotitor, care poate fi transportat și introdus și utilizat pe alte computere, dacă dispun de o unitate de dischetă. Un dispozitiv asemănător, dar cu discuri rigide și capacități mult mai mari, este așa-numitul disc dur.
Discheta este compusă dintr-un mic disc din plastic subțire și flexibil, acoperit cu un strat de o substanță magnetică, pe care se pot înregistra date prin tehnologia specifică înregistrărilor magnetice. Ca dischetele să poată fi folosite pe computer, acesta trebuie să dispună de o unitate de dischetă (engleză: floppy disk drive sau FDD). Volumul de date care poate fi înregistrat pe o dischetă este relativ mic în comparație cu alte dispozitive de stocare: 2,88 MB pe dischete cu diametrul de 3,5 inch (1 inch = 1 țol = 2,54 cm), față de valori de mii de ori mai mari pe un disc dur. Totuși, discheta este uneori folosită încă și în ziua de azi la transferul de fișiere (date) de la un computer la altul, precum și la stocarea volumelor mici de date.

## Stocarea datelor pe dischete

### Tipurile standard de unități de dischetă și dischete
În cele ce urmează sunt prezentate diferitele tipuri de unități și de dischete folosite în calculatoarele mici, modul de functionare a acestora și modul cum se instalează și se întrețin acestea.
Deși nu mai sunt utilizate pentru stocare primară, dischetele sunt încă folosite ca dispozitive de
instalare și configurare a sistemului, în special în activitatea de depanare. În sistemele mai vechi,
care nu suportă specificația "El Torito" de încărcare de pe CD-ROM, unitatea de dischetă oferă
singura metodă de încărcare inițială a unui sistem de operare sau de a rula programe de
diagnosticare încărcabile. Sistemele mai noi, care suportă specificația "El Torito" (CD-uri încărcabile)
nu necesită unități de dischetă, deoarece pot încărca sistemele de operare și programele de
diagnosticare direct de pe un CD.
Chiar dacă în prezent sunt disponibile dispozitive de stocare de capacitate mai mare și
majoritatea sistemelor moderne pot fi încărcate direct de pe discuri CD-ROM, este foarte probabil
ca unitatea de dischetă să rămână ca o componentă în sisteme pentru încă
multă vreme. Atât unitățile de tip "Zip", cât și cele LS-120 (SuperDisk) au eșuat în tentativa de a înlocui pe piață unitățile de dischetă în noile PC-uri, însă există un standard nou, denumit "Mt. Rainier" (Mount Rainier), care în final va permite unității CD-RW să devină înlocuitor pentru unitatea de dischetă. Anterior standardului Mt. Rainier, unității CD-RW îi lipsea funcția de management al defectelor, ca și suportul nativ pentru sistemul de operare.
Unitățile de dischetă mai sunt utilizate și pentru recuperarea datelor sau în operațiuni judiciare privitoare la calculatoare, în care este deseori necesară recuperarea datelor de pe suporturi de stocare mai vechi. Chiar dacă eu nu prea folosesc unitățile de dischetă pentru înregistrarea de informații noi, păstrez în sisteme și unități de 5 1/4 inch și unități de 3 1/2 inch, astfel încât să pot citi date de pe suporturi de stocare mai vechi, în situația unei acțiuni juridice sau a unei recuperări de date.

## Istoria unităților de dischetă
Alan Shugart este în general recunoscut ca inventator al unității de dischetă, în 1967, pe când
lucra la IBM. De fapt, unul din inginerii principali ai lui Shugart, David Noble, a sugerat suportul
flexibil (atunci în diametru de 8 inch) și cămașa protectoare cu o căptușeală textilă. Shugart a părăsit
IBM în 1969, iar în 1974 compania sa, Shugart Associates, a introdus pe piață unitatea de
minidischetă (5 1/4 inch). Desigur, aceasta a devenit standardul folosit, în cele din urmă, pentru
calculatoarele personale, înlocuind rapid unitățile de 8 inch. De asemenea, el a contribuit și la
crearea interfeței Shugart Associates System Interface (SASI), care a fost ulterior redenumită SCSI
(Small Computer System Interface), când a fost aprobată ca standard ANSI.
Sony a introdus primele unități și discuri microfloppy de 3 1/2 inch în 1983. Prima companie
importantă care a adoptat unitatea de 3 1/2 inch pentru uz general a fost Hewlett-Packard în 1984, în
sistemul HP-150, care era parțial compatibil cu un PC. Adoptarea în domeniu a unității de 3 1/2 inch
a fost continuată de Apple, care a utilizat-o în primele sisteme Macintosh în 1984, și de IBM, care a
introdus această unitate în prima linie de calculatoare personale lansate pe piață în 1986.
Este demn de remarcat că toate unitățile de dischetă pentru PC-uri se bazează încă pe (și
majoritatea sunt compatibile cu) modelele originale ale lui Shugart, inclusiv interfețele electrică și
de comandă. Față de alte componente ale PC-ului, unitatea de dischetă a suferit foarte puține
modificări în această perioadă.

## Interfețele unității de dischetă
Unitățile de dischetă sunt interfațate cu PC-ul în mai multe moduri. Cea mai mare parte dintre
ele folosesc interfața tradițională a controllerului pentru unitatea de dischetă, care este analizată în
acest capitol, însă în prezent există și modele care folosesc interfața USB. Întrucât controllerul
tradițional al unității de dischetă nu lucrează decât intern, toate unitățile externe se conectează la
calculator prin USB sau prin alte tipuri diferite de interfață. Chiar și unitățile USB sau celelalte
modele de unități includ adesea o unitate standard de dischetă în interiorul unei casete externe
împreună cu un convertor USB-la-interfața unui controller de dischetă. Sistemele mai noi, care nu
mai moștenesc componente vechi, nu includ nici un controller tradițional de dischetă și utilizează de
obicei USB ca interfață pentru unitatea de dischetă. Au fost realizate și unități cu interfețe FireWire
(IEEE-1394) sau chiar paralele. Pentru a afla mai multe informații despre USB sau despre portul
paralel, citiți capitolul 17, „Interfețele I/O de la serială și paralelă la IEEE-1394 și USB“.

## Componentele unității
Toate unitățile de dischetă, indiferent de tip, au câteva componente de bază comune. Pentru
instalarea și întreținerea corespunzătoare a unităților de disc, trebuie să puteți identifica aceste componente și să înțelegeți funcțiile lor.
Capetele de citire/scriere O unitate de dischetă are de obicei două capete de citire/scriere – câte unul pentru fiecare față de disc, ambele capete fiind folosite pentru scriere și citire pe fețele respective ale discului. Cândva, erau disponibile pentru sistemele PC unități cu o față (modelul original de PC avea asemenea unități) dar, în prezent, unitățile cu o față sunt o umbră a trecutului.
Notă.
Primul cap al unei unități de dischetă (capul 0) este cel inferior. De fapt,
unitățile cu o față foloseau numai capul inferior; capul superior era înlocuit de un suport din fetru. Capul superior (capul 1) nu se află chiar deasupra celui inferior (capul 0): capul superior este situat cu patru sau opt piste mai spre interior decât capul inferior, în funcție de tipul de unitate. Mecanismul capului este acționat de un motor numit dispozitiv de acționare a capului. Capetele se pot deplasa spre interior și spre exterior pe deasupra suprafeței discului, pe o traiectorie dreaptă, pentru a se plasa deasupra diverselor piste. Într-o unitate de dischetă, capetele se mișcă înăuntru și în afară tangențial față de pistele pe care le înregistrează pe disc. Acesta este un aspect diferit față de hard-discuri, la care capetele se deplasează pe un braț rotativ similar cu brațul de sunet al unui aparat de înregistrare (record player). Deoarece capul superior și cel inferior sunt montate pe același cadru sau mecanism, ele se deplasează solidar și nu se pot mișca independent unul de altul.
Capetele superior și inferior definesc fiecare în parte pistele de pe părțile respective ale suportului de disc, în vreme ce la orice poziție a capetelor, pistele situate simultan între capetele superior și inferior formează un cilindru. Cea mai mare parte a dischetelor sunt înregistrate cu câte 80 de piste pe fiecare față (160 de piste în total), ceea ce înseamnă că există 80 de cilindri.
Capetele sunt realizate din feroaliaje moi care încorporează bobine electromagnetice. Fiecare
cap este un model mixt, cu un cap de citire/scriere situat central, între două capete de ștergere
tunel, în același ansamblu fizic.
Unitățile de dischetă folosesc o metodă de înregistrare numită ștergere tunel (tunnel erasure). În timp ce unitatea scrie pe o pistă, capetele de ștergere tunel din urma sa șterg marginile exterioare ale pistei, astfel încât marginile sale sunt mai precis conturate. Capetele forțează datele de pe fiecare pistă să se încadreze într-un „tunel“ de o lățime specifică. Acest proces împiedică semnalul de pe o pistă să fie confundat cu semnalele de pe pistele adiacente, ceea ce s-ar întâmpla dacă semnalul ar fi lăsat să se „răsfire“ de fiecare parte. Alinierea reprezintă așezarea capetelor în raport cu pistele pe care trebuie să le scrie și să le citească. Alinierea capetelor poate fi verificată numai prin confruntare cu un anumit disc standard de referință, înregistrat de către o unitate perfect aliniată. Există discuri de asemenea tip și puteți folosi unul pentru a verifica alinierea unității dumneavoastră. Totuși, această verificare nu este practică pentru utilizatorul final, deoarece un disc calibrat de aliniere poate costa mai mult decât o unitate nouă.
Cele două capete ale unității de dischetă sunt prevăzute cu arcuri care strâng fizic discul cu o
presiune mică, ceea ce înseamnă că în timpul citirii și scrierii sunt în contact direct cu suprafața discului atunci când citesc și scriu pe disc. Deoarece unitățile de dischetă se învârt numai la 300 sau 360 rpm, această presiune nu pune probleme deosebite de frecare. Unele discuri mai noi au o acoperire specială cu teflon sau alți compuși, pentru a reduce și mai mult frecarea și a permite discului să alunece mai ușor pe sub capete. Din cauza contactului dintre capete și disc, în cele din urmă se formează pe capete o acumulare de material magnetic de pe disc. Acumularea trebuie înlăturată periodic de pe capete, ca parte a programului normal de întreținere sau verificare. Cea mai mare parte a producătorilor recomandă ștergerea capetelor după fiecare 40 de ore de funcționare a unității, care – luând în considerare frecvența redusă de utilizare a acestor unități în prezent – ar putea fi o durată de viață.
Pentru a citi și a scrie corect pe disc, capetele trebuie să fie în contact direct cu suportul
magnetic. Particule foarte mici de oxid desprins, praf, impurități, fum, amprente sau fire de păr pot pricinui probleme la citirea și scrierea pe disc. Testele producătorilor de unități și de dischete au stabilit că un spațiu de numai 0,000032 inch (32 milionimi de inch) între capete și suport poate cauza erori de scriere/citire. De aceea este important ca dischetele să fie manipulate cu atenție și să se evite atingerea sau contaminarea în orice fel a suprafeței suportului discului. Pentru dischetele de 3 1/2 inch, cămașa rigidă și trapa de protecție pentru fereastra de acces a capului sunt foarte efective pentru prevenirea problemelor legate de contaminare.
Dischetele de 5 1/4 inch nu au aceste elemente protectoare, acesta fiind unul din motivele pentru care au ieșit din uz. Ele trebuie manevrate cu și mai multă atenție.

## Dispozitivul de acționare a capului
Într-o unitate de dischetă, dispozitivul de acționare a capului este cel care deplasează capetele de-a
lungul discului și este condus de un tip special de motor, un motor pas cu pas (stepper motor), care se mișcă în ambele direcții cu un increment numit pas (a se vedea figura 11.4). Acest tip de motor nu se rotește continuu; se rotește o anumită distanță exactă și se oprește. Motoarele pas cu pas nu pot lua o infinitate de poziții; ele se deplasează în incremente fixe (sau detente), și trebuie să se oprească la o anumită poziție de detentă. Este o soluție ideală pentru unitățile de disc, pentru că localizarea fiecărei piste pe disc este determinată de unul sau mai multe incremente ale mișcării motorului. Controllerul de dischetă poate comanda motorul să se poziționeze la orice increment din raza de acțiune a cursei sale. Pentru a poziționa capetele la cilindrul 25, de exemplu, controllerul comandă motorului să treacă pe a 25-a poziție de detentă sau pas începând de la cilindrul 0.
Motorul pas cu pas poate fi legat de cadrul capetelor în două moduri. În primul mod, legătura
este o spirală din bandă oțelită. Banda se înfășoară și se desfășoară de pe rotorul motorului pas cu
pas, transformând mișcarea de rotație în mișcare liniară. Alte unități folosesc în locul benzii un
angrenaj cu melc și roată melcată. În acest tip de unitate, ansamblul capului se sprijină pe șurubul
fără sfârșit care este antrenat chiar de axul motorului pas cu pas. Deoarece această combinație este
mai compactă, în unitățile mai mici, de 3 1/2 inch, se găsesc dispozitive de acționare cu melc.
Cea mai mare parte a motoarelor pas cu pas folosite în unitățile de dischetă se pot deplasa în
incremente specifice ce aflate în corelație cu spațierea pistelor pe disc. Unitățile mai vechi, de 48 de
piste pe inch (TPI) aveau un motor care sărea în incremente de 3,6. Aceasta înseamnă că fiecare
rotație de 3,6 a motorului pas cu pas deplasează capetele de la o pistă la următoarea. Cele mai multe
unități de 96 sau 135 TPI au un motor pas cu pas care se mișcă în incremente de 1,8, exact
jumătatea pasului folosit de unitățile de 48 TPI. Uneori găsiți această informație imprimată chiar
pe motorul pas cu pas, ceea ce vă folosește când încercați să descoperiți ce fel de unitate aveți.
Unitățile de 5 1/4 inch, de 360 KB, erau singurele care foloseau un motor cu pas de 3,6; toate
celelalte tipuri de unități folosesc în mod normal un motor de 1,8. Pentru cea mai mare parte a
unităților, motorul pas cu pas este un mic obiect cilindric, plasat într-un colț al unității.
În mod normal, durata cursei unui motor pas cu pas este de 1/5 secunde – aproximativ 200 ms.
În medie, o jumătate de cursă durează 100 ms, iar o treime de cursă durează 66 ms. Durata unei
jumătăți sau a unei treimi de cursă a mecanismului de acționare a capului este folosită adesea
pentru a determina timpul mediu de acces raportat al unei unități de disc. Timpul mediu de acces
este durata normală a deplasării capetelor de la o pistă oarecare la alta.

## Motorul de antrenare
Motorul de antrenare este dispozitivul care rotește discul. Viteza normală de rotație este fie de
300, fie de 360 rpm, în funcție de tipul de unitate. Unitatea de 5 1/4 inch de densitate mare (HD)
este singura care se rotește la 360 rpm; toate celelalte, incluzând unitățile de 5 1/4 inch cu dublă
densitate (DD), 3 1/2 inch DD, 3 1/2 inch HD și 3 1/2 inch cu densitate foarte mare (ED), se
rotesc la 300 rpm. Aceasta este o viteză destul de mică față de o unitate de hard-disc, ceea ce ne
ajută să înțelegem de ce unitățile de dischetă au rate de transfer mult mai mici. Totuși, această
viteză scăzută permite capetelor unității să fie în contact fizic cu discul în rotație fără a pricinui
defecțiuni prin frecare.
Cele mai multe dintre primele modele de unități foloseau un mecanism prin care motorul de
antrenare rotea axul discului printr-o curea de transmisie, dar toate unitățile moderne folosesc un
sistem de antrenare direct, fără curele de transmisie. Sistemele de antrenare directe sunt mai fiabile
și mai ieftin de fabricat, dar și mai mici în dimensiuni. Primele sisteme bazate pe curele de transmisie
aveau mai multă putere de torsiune disponibilă pentru a roti un disc mai aderent, datorită
factorului de multiplicare a forței introdus de curea. Pe de altă parte, cele mai multe dintre unitățile
noi cu antrenare directă utilizează o facilitate automată de compensare a puterii de torsiune, care
menține viteza de rotație la 300 sau 360 rpm și oferă o putere de torsiune mai mare pentru discuri
mai aderente, respectiv mai mică pentru cele mai alunecoase. În ciuda compensării a diferite valori
de fricțiune, această combinație elimină necesitatea de a ajusta viteza de rotație a unității – o
operație necesară frecvent la unitățile mai vechi.

## Plăcile cu circuite
O unitate de disc are întotdeauna una sau mai multe plăci logice, care conțin circuitele
electronice pentru controlul dispozitivului de acționare a capului, al capetelor de citire/scriere, al
motorului de antrenare, al senzorilor de disc și al altor componente ale unității. Placa logică
implementează interfața unității cu placa de controller din sistem.
Interfața standard folosită de toate unitățile de dischetă pentru PC-uri este SA-400 de la
Shugart Associates, care a fost inventată în anii '70 și se bazează pe cipul controller NEC 765. Toate
controllerele moderne de dischetă conțin circuite compatibile cu cipul original NEC 765. Această
interfață standard industrial este motivul pentru care puteți cumpăra unități de la aproape orice
producător, iar acestea vor fi compatibile.

## Controlerul
Inițial controlerul unei unități de dischetă dintr-un calculator se prezenta sub forma unei
plăci de extensie dedicate, instalată într-un slot de magistrală ISA (Industry Standard Architecture).
Implementările ulterioare foloseau o placă multifuncțională care cuprindea, pe lângă controlerul
unității de dischetă, interfața IDE/ATA și interfețele porturilor paralel și serial. PC-urile din
prezent au controlerul de dischetă integrat în placa de bază, de obicei sub forma unui cip Super
I/O care mai include interfețele porturilor paralel și serial și alte componente. Deși controlerul de dischetă se găsește în cipul Super I/O de pe placa de bază, acesta este interconectat cu sistemul tot prin magistrala ISA și funcționează ca și când ar fi o placă instalată într-un slot ISA. Aceste controlere integrate sunt configurate de obicei prin rutinele programului BIOS Setup al sistemului și pot fi dezactivate dacă este instalată o placă adevărată cu controler de dischetă.
Indiferent dacă este sau nu încorporat pe placa de bază, orice controler principal de dischetă
utilizează un set standard de resurse de sistem:
- Întreruperea IRQ 6 (Interrupt Request)
- Canalul DMA 2 (Direct Memory Access)
- Porturile I/O 3F0-3F5, 3F7 (intrare/ieșire)

Aceste resurse de sistem sunt standardizate și în general nu pot fi modificate. În mod obișnuit,
această restricție nu reprezintă o problemă, deoarece nici un alt dispozitiv nu va încerca să
folosească aceste resurse (ceea ce ar genera un conflict).
Spre deosebire de interfața IDE, controlerul unității de dischetă nu s-a schimbat prea mult în
ultimii ani. Practic, singurul lucru care s-a schimbat este viteza lui maximă. La fel cum
densitatea și capacitatea dischetelor a crescut de-a lungul timpului, a trebuit să crească și viteza controlerului. Aproape toate controlerele de dischetă din calculatoarele existente în prezent oferă viteze de până la 1 Mbit/s, ceea ce înseamnă că pot lucra cu toate unitățile de dischetă standard. Pentru instalarea unei unități standard de 1,44 MB de 3 1/2 inch într-un calculator mai vechi, s-ar putea să fie nevoie de un controler de dischetă mai rapid.

## Placa frontală
Placa frontală, sau masca, este piesa din plastic ce alcătuiește partea din față a unității. Aceste
piese, de obicei demontabile, sunt disponibile în mai multe forme și culori.
Majoritatea producătorilor de unități de dischetă oferă unități cu plăci frontale potrivite
colorate în gri, bej sau negru și cu opțiunea de a alege ledurile de activitate de culoare roșie, verde
sau galbenă. Acesta permite unui realizator de sisteme să adapteze mai bine unitatea la carcasă din
punct de vedere estetic pentru a obține un aspect integrat, dintr-o bucată și mai profesional.

## Conectoarele
Aproape toate unitățile de dischetă au două conectoare – unul pentru alimentarea cu curentul
necesar funcționării unității, iar celălalt pentru transmiterea semnalelor de control și de date către și de la unitate. Aceste conectoare sunt destul de standardizate în industria calculatoarelor. Pentru alimentare se folosește un conector cu patru pini în linie (numit Mate-N-Lock de către AMP), în format mare sau mic, iar pentru semnalele de control și de date se folosește un conector cu 34 de pini, model de margine sau cap cu pini. Unitățile de 5 1/4 inch folosesc de obicei conectorul de alimentare format mare și conectorul de margine cu 34 de pini, pe când unitățile de 3 1/2 inch folosesc versiunea mică a conectorului de alimentare și conectorul logic cap cu 34 de pini.
Atât conectoarele model mare, cât și cele model mic ale sursei de alimentare sunt de tip mamă.
Ele se atașează la conectorul tată, care este fixat pe unitate. Rețineți că atribuirile pin-la-semnal din conectorul mic sunt opuse celor din conectorul mare. O problemă curentă la modernizarea sistemelor vechi cu unități de 3 1/2 inch, sau în unele cazuri la adăugarea celei de a doua unități la sistemele mai noi, este aceea că sursa de alimentare are cel mult un conector de alimentare model mic (cel utilizat de unitățile mai mici). Pe piață există cabluri de adaptare care leagă conectoarele de alimentare model mare la cele model normal folosite la majoritatea unităților de 3 1/2 inch.
Cea mai mare parte a PC-urilor standard folosesc unități de 3 1/2 inch cu conector de semnal cu
34 de pini și conector de alimentare model mic, separat. Pentru sistemele mai vechi, mulți
producători de unități vând și unități de 3 1/2 inch instalate într-un cadru de montaj de 5 1/4 inch, cu un adaptor încorporat special, care permite folosirea modelului mare de conector de
alimentare și a conectoarelor de semnal model de margine, standard.
Sunt disponibile și unități de
dischetă externe cu interfețe USB, Firewire sau chiar paralele.

## Cablul controlerului unității de dischetă
Conectorul cu 34 de pini al unei unități de dischetă are fie forma unui conector de margine (la
unitățile de 5 1/4 inch), fie a unui conector cu pini (la unitățile de 3 1/2 inch). Cablul utilizat pentru conectarea unității de dischetă la controlerul de pe placa de bază este destul de ciudat. Pentru a permite diverse configurații de unități, cablul dispune, de obicei, de 5 conectoare – două de margine, două cu pini pentru conectarea unităților, și un conector cu pini pentru conectarea la controler. Cablul are conectoare redundante pentru fiecare din cele două unități (A și B) acceptate de controlerul de dischetă standard, deci se poate instala orice combinație de unități de 5 1/4 inch și 3 1/2 inch.
Pe lângă conectoare, în cele mai multe dintre sisteme cablul are o încrucișare specială care
inversează semnalele firelor de la 10 la 16. Acestea sunt firele ce transmit semnalele „selectare
unitate“ (Drive Select sau DS) și „activare motor“ (Motor Enable) pentru fiecare din cele două
unități. Unitățile de dischetă au jumpere DS care permit selectarea numelui unei anumite unități, în speță A sau B. Încrucișarea firelor din cablu elimină necesitatea de ajustare a acestora. Când într-un sistem se instalează două unități de dischetă (rareori), cablul comută electric configurarea DS a unității care este conectată după punctul încrucișării. Astfel, o unitate setată fizic pe a doua poziție DS (B) îi apare controlerului ca fiind setată pe prima poziție DS (A) și viceversa. Adoptarea acestui cablu a făcut posibilă utilizarea unei singure configurări standard a jumperului pentru toate unitățile de dischetă, indiferent dacă într-un calculator sunt de instalat una sau două unități. Pentru o singură unitate de dischetă se folosește conectorul de după încrucișare, ceea ce va face ca unitatea să fie recunoscută ca având numele A.

## Specificațiile fizice și funcționarea unităților de dischetă
O parte a PC-urilor vândute în prezent mai sunt echipate cu unități de 3 1/2 inch de
1,44 MB. În situații mai rare ați putea întâlni un sistem mai vechi, care are o unitate de 5 1/4 inch de 1,2MBîn locul unității de 3 1/2 inch sau în apropierea acesteia. Mai sunt și sisteme PC care au unități de 2,88 MB de 3 1/2 inch, care pot citi și scrie și dischete de 1,44 MB. Tipurile mai vechi de unități, de 5 1/4 inch de 360 KB și de 3 1/2 inch de 720 KB, sunt perimate, și se mai întâlnesc numai rareori.
Funcționarea fizică a unei unități de dischetă este destul de simplu de descris. Discul se rotește în unitate, fie la 300 rpm, fie la 360 rpm. Cea mai mare parte a unităților se învârt la 300 rpm; numai unitățile de 5 1/4 inch și 1,2 MB se învârt la 360 rpm. Discul aflându-se în rotație, capetele se pot deplasa spre interior și spre exterior cam 1 inch și pot scrie 80 de piste. Pistele sunt scrise pe ambele fețe ale discului și de aceea sunt numite uneori cilindri. Un cilindru include pistele de pe fața superioară și de pe fața inferioară a discului. Capetele înregistrează folosind o procedură de ștergere tunel, care scrie o pistă de o anumită lățime și apoi șterge marginile pistei, pentru a preveni interferența cu vreuna din pistele adiacente.
Unități diferite înregistrează piste de diferite lățimi.
Specificațiile de lățime a pistei pentru unitățile de dischetă
```
Tip unitate          Număr de piste   Lățimea pistei
5 1/4 inch 360 KB    40 pe față       0,300 mm (0,118 inch)
5 1/4 inch 1,2 MB    80 pe față       0,155 mm (0,0061 inch)
3 1/2 inch 720 KB    80 pe față       0,155 mm (0,0045 inch)
3 1/2 inch 1,44 MB   80 pe față       0,155 mm (0,0045 inch)
3 1/2 inch 2,88 MB   80 pe față       0,155 mm (0,0045 inch)
```

## Cum folosește sistemul de operare o dischetă
Pentru sistemul de operare, datele de pe dischetele dumneavoastră pentru PC sunt organizate în
piste și sectoare, la fel ca pe unitatea de hard-disc. Pistele sunt cercuri înguste, concentrice, de pe disc; sectoarele sunt felii în formă de arc de cerc ale pistelor individuale.
Diferențele de capacitate dintre diferite formate prin înmulțirea numărului de
sectoare pe pistă cu numărul de piste pe față și cu două constante se pot calcula astfel: două fețe și 512 octeți pe sector.
Capacitatea unei dischete se poate exprima în mai multe feluri. De exemplu, discheta de 1,44 MB stochează în realitate 1,475 MB dacă se respectă definiția corectă pentru prefixul zecimal pentru megaoctet. Discrepanța provine din faptul că în trecut dischetele erau denumite în funcție de capacitățile kilobinare (adică 1024 de octeți). 
În prezent, conform comisiei IEC (International Electrotechnical Commission), adoptată la a 8-a Conferință Internațională de Măsuri și Greutăți, abrevierea pentru kilobinar este KiB.) Tradiția și necunoașterea reglementărilor face ca în discuțiile despre unitățile de dischetă sau dischete deși capacitatea ei se exprimă în funcție de numărul de octeți kilobinari (1.024 de octeți înseamnă 1 KiB), se folosește încă unitatea incorectă KB. (Acum prin KB se înțeleg 1000 de octeți, nu 1024). De asemenea, această metodă a fost extinsă incorect și la abrevierea MB. Din acest motiv, o dischetă cu capacitatea reală de 1440 KiB este denumită dischetă de 1,44 MB, chiar dacă în realitate ar fi o dischetă de 1406 MiB (octeți megabinari) sau 1475 MB (milioane de octeți) dacă am utiliza definițiile corecte pentru MiB (mebioctet) și MB (megaoctet).
Notă.
La fel ca în cazul unităților de hard-disc, megaoctetul și milioanele de octeți au fost abreviate incorect MB sau M, ceea ce generează adesea confuzie. Prefixele IEC pentru multiplii binari au fost definite cu scopul de a elimina această confuzie. Pentru a afla mai multe informații despre prefixele IEC din 1998 pentru multiplii binari, consultați adresa http://physics.nist.gov/cuu/Units/binary.html.
La fel ca foile albe de hârtie, dischetele noi, neformatate, nu conțin nici o informație. Formatarea unui disc este similară cu adăugarea de linii pe o foaie, ca să putem scrie rânduri drepte. Formatarea discului scrie informațiile de care sistemul de operare are nevoie pentru a gestiona un tabel de cuprins al conținutului de directoare și fișiere. În cazul unei dischete, nu există nici o diferență între formatarea fizică și logică și nici nu trebuie să creați vreo partiție. Când se formatează o dischetă, cu programul Explorer din Windows sau cu programul FORMAT.COM de la promptul de comandă, se realizează în același timp formatarea fizică și cea logică.
Atunci când formatați o dischetă, sistemul de operare rezervă pista cea mai apropiată de
marginea exterioară a discului (pista 0) aproape în întregime pentru folosință proprie. Pista 0, fața
0, sectorul 1 conține înregistrarea de încărcare a volumului (Volume Boot Record sau VBR), sau
sectorul de încărcare (Boot Sector) de care sistemul are nevoie pentru a începe să funcționeze.
Următoarele câteva sectoare conțin tabelele FAT, care păstrează informații despre unitățile de
alocare de pe disc care conțin date despre fișiere și despre unitățile fără conținut. În sfârșit, următoarele câteva sectoare conțin directorul rădăcină, în care sistemul de operare păstrează informații despre numele și punctele de început ale fișierelor de pe disc.
Rețineți că în prezent cea mai mare parte a dischetelor sunt vândute preformatate. Aceasta vă
economisește din timp, pentru că formatarea poate dura unul sau mai multe minute pentru fiecare disc.
Chiar dacă discurile sosesc preformatate, ele pot fi oricând reformatate ulterior.
Cilindrii Numărul cilindrului este folosit în mod normal în loc de numărul pistei, pentru că toate unitățile de dischetă existente în prezent sunt cu două fețe. Un cilindru de pe o dischetă include două piste: una pe partea inferioară a discului deasupra capului 0, iar cealaltă deasupra discului, sub capul 1. Pentru că o dischetă nu poate avea mai mult de două fețe și unitatea are două capete, cilindrii pe dischete au întotdeauna două piste. Pe de altă parte, hard-discurile pot avea mai multe platane – fiecare cu două capete – de unde rezultă mai multe piste pe un singur cilindru. Regula este că există atâtea piste pe un cilindru câte capete sunt în unitate.

### Clustere sau unități de alocare
Un cluster mai este numit și unitate de alocare. Termenul este adecvat, deoarece un singur
cluster este cea mai mică unitate de disc pe care sistemul de operare o poate aloca atunci când scrie un fișier. Un cluster sau o unitate de alocare constă din unul sau mai multe sectoare – de obicei o putere a lui doi (1, 2, 4, 8 și așa mai departe). Utilizând mai mult de un sector pe cluster, se reduce dimensiunea tabelei FAT și se permite sistemului de operare să funcționeze mai rapid, pentru că are de gestionat mai puține unități de alocare. Dezavantajul este o risipă de spațiu pe disc. Pentru că sistemul de operare poate gestiona spațiul numai în numere întregi de unități de alocare, fiecare fișier consumă spațiu pe disc în multipli de cluster.
Dimensiuni prestabilite de clustere și unități de alocare
```
Capacitate dischetă   Dimensiune cluster/unitate de alocare  Tip de tabelă FAT
*5 1/4 inch, 360 KB   2 sectoare / 1.024 octeți              12 biți
*5 1/4 inch, 1,2 MB   1 sector / 512 octeți                  12 biți
*3 1/2 inch, 720 KB   2 sectoare / 1.024 octeți              12 biți
*3 1/2 inch, 1,44 MB  1 sector / 512 octeți                  12 biți
*3 1/2 inch, 2,88 MB  2 sectoare /1.024 octeți               12 biți
```

KB = 1024 octeți (prin convenție)
MB = 1000 KB octeți (prin convenție)

## Semnalul Disk Change
Controllerul și unitatea de dischetă standard pentru PC folosesc un semnal special pe pinul 34,
numit Disk Change (schimbare dischetă), pentru a determina dacă discheta a fost înlocuită sau, mai
exact, dacă în unitate se găsește încă aceeași dischetă încărcată în timpul ultimei operații de acces la
unitate. Disk Change este un semnal de tip impuls care schimbă un registru de stare din controller
pentru a semnala sistemului că a fost introdus sau scos un disc. În mod prestabilit, acest registru
este setat pentru a arăta că un disc a fost introdus sau scos (înlocuit).
Registrul este șters când controllerul trimite un impuls treaptă către unitate, iar unitatea
răspunde, confirmând deplasarea capetelor. În acest moment, sistemul știe că un anumit disc se
găsește în unitate. Dacă semnalul de schimbare de disc (Disk Change) nu este recepționat înaintea
următorului acces, sistemul poate considera că în unitate se găsește încă același disc. Orice informație
citită în memorie în cursul operației precedate de acces poate fi deci refolosită, fără a reciti discheta.
Datorită acestui proces, sistemul poate să încarce conținutul tabelei de alocare a fișierelor (FAT)
sau structura de directoare a unei dischete într-un buffer sau cache în memoria sistemului.
Eliminând recitirile în plus ale acestor zone de pe disc, viteza aparentă a unității crește. Dacă
acționați levierul ușii sau butonul de deschidere al unei unități care suportă semnalul Disk Change,
este trimis semnalul DC către controller, resetând astfel registrul și indicând faptul că discul a fost
schimbat. Această procedură determină sistemul să epureze datele salvate în buffer sau în cache care
au fost citite de pe disc, deoarece sistemul nu poate preciza dacă în unitate se află același disc.
O problemă interesantă poate apărea atunci când anumite unități sunt instalate într-un sistem
pe 16 biți sau mai puternic. După cum am mai afirmat, unele unități folosesc pinul 34 pentru
semnalul „Ready“ (pregătit; RDY). Semnalul RDY este trimis ori de câte ori în unitate există o
dischetă încărcată și aflată în rotație. Dacă instalați o unitate care are pinul 34 setat să transmită
semnalul RDY, sistemul „crede“ că primește permanent semnalul de schimbare de disc (Disk
Change), ceea ce pricinuiește probleme. De obicei, unitatea eșuează cu eroarea Drive not ready
(Unitatea nu este pregătită) și este inutilizabilă. Singurul motiv pentru care unele unități au
semnalul RDY este acela că întâmplător acest semnal face parte din interfața de dischetă standard
Shugart SA-400; oricum, el nu a fost utilizat niciodată în sistemele PC.
Cea mai mare problemă apare când unitatea nu trimite semnalul DC pe pinul 34, deși ar trebui
să-l transmită. Dacă sistemului i se spune (prin setările din CMOS) că unitatea este de orice alt tip
decât de 360 KB (acestea nu pot transmite niciodată semnalul DC), sistemul se așteaptă ca unitatea
să transmită semnalul ori de câte ori este scoasă o dischetă din unitate. Dacă unitatea nu este
configurată corespunzător pentru a trimite semnalul, sistemul nu sesizează niciodată că discheta a
fost schimbată. De aceea, chiar dacă schimbați discul, sistemul se comportă ca și cum primul disc
este încă în unitate și păstrează în memoria RAM informațiile despre tabela FAT și directoarele de
pe primul disc. Acest lucru poate fi periculos, deoarece informațiile de FAT și directoare de pe
prima dischetă pot fi scrise parțial pe oricare din următoarele dischete scrise de unitate.
Atenție
Dacă ați întâlnit vreodată un sistem cu o unitate de dischetă care prezintă „directoare fantomă“
de pe discheta încărcată anterior, chiar după ce ați schimbat-o sau ați scos-o din unitate, v-ați
confruntat direct cu această problemă. Consecința negativă este că după ce ați utilizat o dischetă,
următoarele sunt în mare pericol. Foarte probabil veți suprascrie directoarele și tabelele FAT de
pe multe dischete cu informații de pe prima dischetă.
Recuperarea datelor în urma unei asemenea catastrofe, dacă mai este posibilă, poate necesita
multă muncă, folosind programe utilitare precum Norton Utilities. Aceste probleme cu semnalul
de schimbare a discului sunt legate de cele mai multe ori de o unitate incorect configurată.
Dacă unitatea pe care o instalați este o unitate de 5 1/4 inch și 1,2MBsau de 3 1/2 inch și 720 KB,
1,44 MB sau 2,88 MB, asigurați-vă că setați pinul 34 să transmită semnalul de schimbare de disc
(Disk Change sau DC). Cea mai mare parte a unităților sunt predefinite în acest mod, însă pentru
unele modele trebuie configurat un jumper (denumit de obicei DC) pentru setarea acestei opțiuni.
Tipuri de unități de dischetă
Caracteristicile unităților de dischetă pe care le puteți întâlni în sistemele compatibile PC sunt
prezentate pe scurt în tabelul 11.5. După cum observați, capacitățile diferite ale dischetelor sunt
determinate de câțiva parametri, dintre care unii par să rămână constanți pentru toate unitățile,
deși alții se schimbă de la o unitate la alta. De exemplu, toate unitățile folosesc sectoare fizice de 512
octeți, ceea ce este valabil și pentru hard-discuri.
Tabelul 11.5 Parametrii formatați logic ai dischetelor
Formate curente Formate demodate
Mărimea dischetei
(inch)
3 1/2 3 1/2 3 1/2 5 1/4 5 1/4 5 1/4 5 1/4 5 1/4
Capacitatea
dischetei (KB)
2.880 1.440 720 1.200 360 320 180 160
Octetul descriptor de
mediu
F0h F0h F9h F9h FDh FFh FCh FEh
Fețe (capete) 2 2 2 2 2 2 1 1
Piste pe față 80 80 80 80 40 40 40 40
Sectoare pe pistă 36 18 9 15 9 8 9 8
Octeți pe sector 512 512 512 512 512 512 512 512
Sectoare pe cluster 2 1 2 1 2 2 1 1
Lungime FAT
(sectoare)
9 9 3 7 2 1 2 1
Număr de FAT-uri 2 2 2 2 2 2 2 2
Lungime director
rădăcină (sectoare)
15 14 7 14 7 7 4 4
Nr. maxim de intrări
în director rădăcină
240 224 112 224 112 112 64 64
Total sectoare pe disc 5.760 2.880 1.440 2.400 720 640 360 320
Total sectoare
disponibile
5.726 2.847 1.426 2.371 708 630 351 313
Total clustere
disponibile
2.863 2.847 713 2.371 354 315 351 313

## Unitățile de 1,44 MB și 3 1/2 inch
Unitățile de 3 1/2 inch și 1,44 MB cu densitate mare (HD) au apărut inițial la IBM în linia de
produse PS/2 introdusă în 1987. Imediat după aceea, majoritatea celorlalți distribuitori de
calculatoare au început să ofere aceste unități ca opțiune în sistemele lor. Acest tip de unitate
continuă să rămână cel mai răspândit în sistemele actuale.
Unitatea înregistrează 80 de cilindri constând din două piste fiecare, cu 18 sectoare pe pistă,
rezultând o capacitate formatată de 1,44 MB. Unii producători de dischete etichetează aceste
discuri ca fiind de 2 MB, iar diferența dintre această capacitate neformatată și cea utilizabilă după
formatare se pierde în cursul formatării. Rețineți că acei 1.440 KB de capacitate totală formatată nu
țin cont de zonele pe care sistemul de fișiere FAT le rezervă pentru gestionarea fișierelor, lăsând
numai 1.423,5 KB de spațiu propriu-zis pentru stocarea fișierelor.
Unitatea lucrează la 300 rpm și, de fapt, este obligată să se învârtă la această viteză pentru a
funcționa corect cu controllerele de mare și mică densitate existente. Pentru a folosi rata de date de
500 KHz (valoarea maximă pentru cea mai mare parte a controllerelor de dischetă standard de
densitate mare și mică), aceste unități trebuie să se învârtă cu maximum 300 rpm. Dacă unitățile ar
folosi turația mai mare, de 360 rpm, a unităților de 5 1/4 inch, ar trebui să reducă numărul de sectoare
pe pistă la 15, altfel controllerul nu ar putea face față. Pe scurt, unitățile de 1,44 MB și 3 1/2 inch
stochează de 1,2 ori mai multe date decât unitățile de 5 1/4 inch și 1,2 MB, iar unitățile de 1,2 MB se
învârt de exact 1,2 ori mai repede decât cele de 1,44 MB. Ratele de date folosite de ambele tipuri de
unități de densitate mare sunt identice și compatibile cu aceleași controllere. De fapt, deoarece aceste
unități de 3 1/2 inch de densitate mare pot funcționa la rata de date de 500 KHz, un controller care
poate accepta o unitate de 1,2 MB și 5 1/4 inch poate accepta și unitățile de 1,44 MB.
Unitățile de 2,88 MB și 3 1/2 inch
Unitatea de 3 1/2 inch și 2,88 MB a fost realizată de Toshiba Corporation în anii '80 și a fost
anunțată oficial în 1987. Toshiba a început fabricarea în serie a unităților și dischetelor în 1989, iar
câțiva comercianți au început să vândă unitățile ca modernizări ale sistemelor proprii. IBM a
adoptat oficial aceste unități în sistemele PS/2 în 1991, iar un număr de producători au început să
le fabrice, între aceștia numărându-se Toshiba, Mitsubishi, Sony și Panasonic. Pentru că o unitate
de 2,88 MB poate să citească și să scrie fără probleme dischete de 1,44 MB, trecerea este ușoară.
Din nefericire însă, din cauza costurilor mari ale suportului de stocare și a unei creșteri relativ mici a
capacității de date, aceste unități nu au avut succes la marele public, deși practic toate sistemele din
prezent au suport încorporat pentru ele. Sistemele de operare DOS versiunea 5.0 și Windows 95
sau o versiune mai nouă acceptă unitățile de 2,88 MB.
Pentru a atinge uriașa densitate liniară de 36 de sectoare pe pistă, unitatea de 2,88 MB cu
densitate foarte înaltă (extra high-density sau ED) folosește o tehnică numită înregistrare verticală.
Această tehnică mărește densitatea prin magnetizarea ariilor perpendicular pe suprafața de înregistrare.
În esență, prin așezarea verticală a domeniilor magnetice și stivuirea lor latură lângă latură,
densitatea dischetei crește enorm.
Tehnologia pentru producerea capetelor care pot efectua înregistrarea verticală, sau perpendiculară,
exista de mai multă vreme; dar saltul tehnologic major nu îl constituie capetele, și nici
măcar unitatea; ceea ce este deosebit este suportul. Discurile obișnuite au particule magnetice de
forma unor ace minuscule care se găsesc pe suprafața discului. Orientarea acestor particule aciculare
pe direcție perpendiculară pentru realizarea înregistrării verticale este foarte dificilă. Pe de altă
parte, particulele de pe o dischetă cu ferită de bariu au forma unor minuscule plachete hexagonale,
care pot fi aranjate mult mai ușor cu axele de magnetizare perpendiculare pe planul de înregistrare.
Toshiba a pus la punct un proces de cristalizare a sticlei pentru obținerea plachetelor ultrafine
folosite pentru acoperirea discurilor pe bază de ferită barică. Această tehnologie, patentată de
Toshiba, este folosită sub licență de un număr de producători de dischete, toți fabricând dischete
de ferită barică prin procedeul firmei Toshiba. Toshiba a realizat de asemenea câteva modificări ale
capetelor de dischetă obișnuite pentru a le permite să citească și să scrie noile discuri de ferită barică,
precum și discurile obișnuite cu cobalt sau cu ferită. Această tehnologie nu este utilizată numai
pentru unitățile de dischetă, ci apare și într-o varietate de modele de unități de bandă magnetică.
Dischetele sunt numite dischete de 4 MB, referitor la capacitatea lor neformatată. Capacitatea
formatată este de fapt de 2.880 KB sau 2,88 MB. Din cauza spațiului pierdut în cursul formatării –
precum și a spațiului ocupat de sectorul de încărcare al volumului, tabelele FAT și directorul
rădăcină – spațiul total de stocare utilizabil este de 2.863 KB.
Pentru a lucra cu unitatea de 2,88 MB, au fost necesare modificări în circuitele electronice ale
controllerului de dischetă, pentru că aceste unități au aceeași turație de 300 rpm, dar și uimitorul
număr de 36 de sectoare pe pistă. Deoarece toate dischetele sunt formatate cu numere de sectoare
consecutive (intercalare 1:1), unitatea trebuie să citească și să scrie 36 de sectoare în același interval
de timp în care o unitate de 1,44MBscrie și citește 18 sectoare. Aceasta cere controllerului să aibă o
rată de transmisie a datelor mult mai mare, de 1 MHz (1 milion de biți/sec). Cea mai mare parte a
controllerelor de dischetă mai vechi suportă numai rata de date maximă de 500 KHz folosită de
unitățile de 1,44 MB. Pentru a moderniza sistemul cu o unitate de 2,88 MB, controllerul trebuie
înlocuit cu unul care acceptă rata mai mare de date de 1 MHz.
Încă un aspect al modernizării este sistemulROMBIOS. BIOS-ul trebuie să conțină suport pentru
controller și să poată specifica și accepta unitatea de 2,88 MB ca o valoare de configurare de CMOS.
Practic toate PC-urile moderne au controllere de dischetă încorporate și rutine software de
BIOS care acceptă integral unitățile de 2,88 MB. Adăugarea sau modernizarea la o unitate de
2,88 MB în aceste sisteme nu cere altceva decât conectarea unității și rularea programului de
configurare a sistemului CMOS. Pentru sistemele care nu oferă acest suport, procesul de modernizare
este mult mai dificil. Câteva companii oferă controllere noi și BIOS-uri actualizate, ca și
unități de 2,88 MB special pentru modernizarea sistemelor mai vechi.
Unitățile de 720 KB și 3 1/2 inch
Unitățile de 720 KB și 3 1/2 inch DD au apărut prima dată într-un sistem IBM o dată cu
sistemul laptop IBM Convertible, introdus în 1986. De fapt, toate sistemele IBM introduse de
atunci pe piață furnizează unități standard de 3 1/2 inch.
Notă
În afara domeniului de compatibilitate PC, distribuitorii altor sisteme de calcul (Apple,
Hewlett-Packard și alții) au oferit unități de 3 1/2 inch cu doi ani înaintea sistemelor compatibile PC.
Unitatea de 720 KB și 3 1/2 inch DD înregistrează în mod normal 80 de cilindri de câte două
piste fiecare, cu 9 sectoare pe pistă, rezultând o capacitate formatată de 720 KB.
Sistemele compatibile PC au folosit unitățile de 720 KB și 3 1/2 inch DD în princhpal în
sistemele din clasa XT, pentru că aceste unități funcționează cu orice controller de densitate mică.
Unitățile se învârt la 300 rpm și, prin urmare, necesită o rată de date a controllerului de numai
250 KHz pentru a funcționa corespunzător. Această rată de date este aceeași cu a unităților de
dischetă de 360 KB, ceea ce înseamnă că orice controller care acceptă o unitate de 360 KB acceptă
și unități de 720 KB.

## Unitățile de 1,2 MB și 5 1/4 inch
Unitatea de 1,2 MB de densitate mare a apărut inițial în sistemul IBM AT, introdus în august
1984. Unitatea necesita utilizarea unui nou tip de dischetă pentru a obține capacitatea formatată de
1,2 MB, dar putea totuși să citească și să scrie (deși nu întotdeauna foarte bine) dischetele de
densitate mică, de 360 KB.
Unitatea de 1,2 MB și 5 1/4 inch înregistra în mod normal 80 de cilindri de câte două piste,
începând cu cilindrul 0, dinspre exteriorul discului.Oprimă diferență față de unitatea de 5 1/4 inch
de densitate mică este capacitatea de a înscrie de două ori mai mulți cilindri în aproximativ același
spațiu. Această proprietate singură ar sugera că discheta va avea o capacitate dublă, însă fiecare pistă
este înregistrată în mod normal cu 15 sectoare de câte 512 octeți fiecare, sporind și mai mult
capacitatea de stocare. De fapt, aceste unități stochează aproape de patru ori mai multe date decât
dischetele de 360 KB. Creșterea densității pentru fiecare pistă a necesitat folosirea unor dischete
speciale, cu un suport modificat, destinat să facă față acestui tip de înregistrare. Pentru că aceste
discuri erau inițial scumpe și greu de găsit, mulți utilizatori au încercat să folosească incorect
dischete de densitate mică în unitățile de 1,2 MB și 5 1/4 inch și să le formateze pentru 1,2 MB pe
densitate mare, de aici rezultând pierderi de date și operațiuni inutile de recuperare a datelor.
Oproblemă de compatibilitate cu unitățile de 360 KB este generată de capacitatea unităților de
1,2 MB de a scrie de două ori mai mulți cilindri în același spațiu ca și cel al unităților de 360 KB.
Tipuri de unități de dischetă 645
Unitățile de 1,2 MB își poziționează capetele deasupra acelorași 40 de poziții de cilindri folosite de
unitățile de 360 KB, prin parcurgere pas cu pas din doi în doi, o procedură prin care capetele sunt
mutate din 2 în 2 cilindri pentru a ajunge la pozițiile corecte pentru citirea și scrierea celor 40 de
cilindri ai dischetei de 360 KB. Problema este că, deoarece unitatea de 1,2 MB are de scris în mod
normal 80 de cilindri în același spațiu în care unitatea de 360 KB scrie 40, capetele unităților de
1,2 MB au trebuit să fie realizate la dimensiuni mai mici. Aceste capete înguste pot întâmpina
probleme la suprascrierea pistelor înregistrate de o unitate de 360 KB, care are un cap mai lat,
deoarece capetele mai înguste ale unității de 1,2 MB nu pot „acoperi“ întreaga suprafață a pistei
scrisă de unitatea de 360 KB.
Unitățile de 1,2 MB și 5 1/4 inch se învârt la 360 rpm, sau 6 rotații pe secundă, sau 166,67 ms
pe rotație. Unitățile utilizează această turație indiferent ce tip de disc este inserat – de densitate
mică sau mare. Pentru a trimite și recepționa 15 sectoare (plus informațiile suplimentare necesare)
de șase ori pe secundă, un controller trebuie să utilizeze o rată de transmisie a datelor de 500.000
bps (500 KHz). Toate controlerele standard de mică și mare densitate acceptă această rată de date
și, prin urmare, aceste unități.
Acest accept depinde și de suportul corect oferit de BIOS controllerului în acest mod de
operare. Când o dischetă standard de 360 KB este citită într-o unitate de mare densitate, ea se
învârte tot la 360 rpm; prin urmare, pentru funcționarea sa corespunzătoare este necesară o rată de
transfer de 300.000 bps (300 KHz). Toate controllerele standard model AT de mică și mare
densitate acceptă ratele de date de 250 KHz, 300 KHz și 500 KHz. Rata de 300 KHz este folosită
însă numai pentru unitățile de 5 1/4 inch de mare densitate, care citesc sau scriu dischete de
5 1/4 inch de densitate mică.

## Unitățile de 360 KB și 5 1/4 inch
Unitatea de 5 1/4 inch dublă densitate acceptă dischete în format standard cu capacitate de 360 KB. Termenul „dublă densitate“ a apărut o dată cu termenul „simplă densitate“, pentru a indica un tip de unitate care folosea codificarea prin modularea în frecvență (FM), pentru a stoca pe o dischetă aproximativ 90 kB. Acest tip perimat de unitate nu a fost utilizat niciodată în vreun sistem compatibil PC, dar a fost folosit în unele sisteme mai vechi, cum ar fi modelul original de calculator portabil Osborne-1. Când producătorii au trecut la unități care foloseau codificarea prin modulare în frecvență modificată (MFM), ei au început să folosească termenul „dublă densitate“ pentru a denumi metoda, ca și creșterea (aproape) dublă a capacității realizate.
Unitățile de 360 KB și 5 1/4 inch se învârtesc cu 300 rpm, ceea ce înseamnă exact 5 rotații pe
secundă sau 200 ms pe rotație. Toate controlerele de dischetă standard suportă un factor de
intercalare de 1:1, de aceea sectoarele unei anumite piste sunt numerotate (și citite) consecutiv. Pentru citirea și scrierea pe un disc la viteza maximă, controlerul trimite datele cu rata de 250.000 bps.

## Analiza construcției unei dischete
Dischetele de 5 1/4 inch și 3 1/2 inch au fiecare proprietăți fizice și constructive aparte. Discul
flexibil (sau discheta) este introdus(ă) într-o anvelopă de plastic. Dischetele de 3 1/2 inch sunt
protejate de o anvelopă mai rigidă decât cele de 5 1/4 inch; totuși, discurile din anvelopă sunt
practic identice, firește, cu excepția dimensiunii.
Atunci când priviți o dischetă de 5 1/4 inch obișnuită, observați câteva detalii (a se vedea figura
11.7). Cel mai evident este orificiul mare și rotund din centru. Atunci când închideți „ușa“ unității
de dischetă, o clemă în formă de con apucă și centrează discul prin gaura din centru. Multe discuri
sunt prevăzute cu inele de întărire a butucului – inele subțiri, din plastic, ce ajută discul să reziste
forțelor mecanice ale mecanismului de apucare. De obicei, discurileHDnu au asemenea întărituri,
deoarece, din cauza dificultății de a le plasa precis pe disc, ele pot cauza probleme de aliniere.
În partea dreaptă, chiar sub centrul orificiului central, este un orificiu mai mic, numit orificiu de
index (index hole). Dacă rotiți cu atenție discul în anvelopa sa protectoare, puteți observa un orificiu
chiar în disc. Unitatea folosește orificiul de index ca punct de pornire pentru toate sectoarele de pe
disc – ca un fel de „meridian zero“ pentru sectoarele de pe disc. O dischetă cu un singur orificiu de
index este o dischetă cu sectoare soft; numărul concret de sectoare de pe disc este stabilit de
software (sistemul de operare). Unele echipamente mai vechi, precum procesoarele de text Wang,
folosesc dischete cu sectoare hard, care au orificii de index pentru demarcarea sectoarelor individuale.
Nu utilizați dischete cu sectoare hard într-un PC.
Sub orificiul central se află o fantă cam de forma unei piste de stadion alungite, prin care se
poate vedea suprafața discului. Prin acest orificiu de acces la suport, capetele unității de disc citesc și
scriu date pe suprafața discului.
În partea dreaptă, cam la un inch de marginea superioară, este un decupaj dreptunghiular pe latura
învelișului dischetei. Dacă acest decupaj pentru protecția la scriere este prezent, este permisă scrierea
pe dischetă. Dischetele fără acest decupaj (sau cu decupajul acoperit cu bandă) sunt protejate la
scriere. Decupajul poate lipsi la unele dischete, în special la cele cu programe preexistente.
Pe partea ventrală a anvelopei dischetei, la bază, fereastra capetelor este încadrată de două fante ovale
foarte mici. Aceste fante elimină tensionarea discului și contribuie la prevenirea alunecării acestuia.
Unitatea poate folosi și ea aceste fante pentru a menține discul în poziția corespunzătoare în unitate.
Deoarece dischetele de 3 1/2 inch folosesc o anvelopă din plastic, mult mai rigidă, care îmbunătățește
stabilitatea suportului magnetic din interior, aceste dischete pot înregistra la densități de
piste și de date mai mari decât cele ale dischetelor de 5 1/4 inch (vezi figura 11.8). Orificiul de acces la
suport este protejat de o închizătoare de metal. Unitatea manevrează închizătoarea, lăsând-o închisă
când discheta nu se găsește în unitate. Suportul de stocare este astfel complet izolat de mediul înconjurător
și de degetele dumneavoastră. Închizătoarea elimină necesitatea unui plic pentru dischetă.
Deoarece închizătoarea nu este indispensabilă funcționării discului, o puteți îndepărta din
carcasa de plastic, dacă se îndoaie sau se deteriorează. Forțați carcasa dischetei; se va detașa cu un
zgomot sec. Trebuie să îndepărtați și resortul care o ține închisă. În plus, după îndepărtarea unei
închizători defecte, este recomandabil să copiați datele de pe discheta afectată pe una nouă.
În locul unui orificiu de index în disc, dischetele de 3 1/2 inch folosesc un butuc metalic central
prevăzut cu un orificiu de aliniere. Unitatea „apucă“ butucul de metal, iar orificiul din butuc
permite unității să poziționeze corespunzător discul.
În partea inferioară-stânga a dischetei este un orificiu cu un cursor de plastic – orificiul de
protecție/activare a scrierii. Când cursorul este poziționat astfel încât orificiul este vizibil,
discheta este protejată la scriere – unitatea este împiedicată să scrie pe disc. Când cursorul este
poziționat pentru a acoperi orificiul, scrierea este permisă și puteți salva date pe dischetă.
Pentru o protejare mai persistentă la scriere, unele programe comerciale sunt furnizate pe
dischete care nu au cursor, ca să nu puteți activa cu ușurință scrierea pe disc. Această situație
este exact opusă față de unitatea de 5 1/4 inch, unde acoperirea înseamnă protecție la scriere, nu
permisiunea de a scrie.
Pe cealaltă latură (dreapta) a dischetei față de orificiul de protecție la scriere, se găsește de obicei
alt orificiu, numit orificiu selector al densității suportului. Dacă acest orificiu este prezent, discheta
este construită cu un suport magnetic special, adică este o dischetă HD sau ED. Dacă orificiul
senzorului de suport este localizat exact în dreptul celui de protecție la scriere, el indică o dischetă
HD de 1,44 MB. Dacă orificiul senzorului de mediu este localizat înspre partea superioară a
dischetei (închizătoarea de metal este în partea superioară a dischetei), indică un disc ED. Dacă nu
este prezent nici un orificiu pe latura din dreapta, înseamnă că discheta este de densitate mică. Cea
mai mare parte a unităților de 3 1/2 inch au un senzor de suport care controlează capacitatea de
înregistrare pe baza prezenței sau absenței acestor orificii.
Atât în dischetele de 3 1/2 inch, cât și în cele de 5 1/4 inch, suportul magnetic propriu-zis este
construit din aceleași materiale de bază. Ele folosesc un substrat de plastic (de obicei mylar)
acoperit cu un compus magnetic. Dischetele de densitate mare folosesc un compus cu fier și cobalt,
iar dischetele de densitate foarte mare folosesc drept suport un compus din fier și bariu. Anvelopa
rigidă a dischetelor de 3 1/2 inch îi face pe unii să creadă în mod fals că aceste dischete sunt un fel de
„hard-discuri“, și nu niște discuri flexibile propriu-zise. „Rondeaua“ discului din carcasa de 3 1/2
inch este la fel de flexibilă ca și versiunea de 5 1/4 inch.

## Tipuri și specificații ale suporturilor magnetice ale discurilor flexibile
Această secțiune examinează tipurile de dischete disponibile de-a lungul anilor pentru calculatoarele
personale. Un interes special îl prezintă specificațiile tehnice care deosebesc tipurile de
dischete, după cum le prezintă tabelul 11.6. Secțiunile următoare definesc toate specificațiile
folosite pentru descrierea unei dischete obișnuite.
Tabelul 11.6 Specificațiile suporturilor de stocare ale dischetelor
5 1/4 inch 3 1/2 inch
Parametrii
suportului
Densitate
dublă
(DD)
Densitate
cvadruplă (QD)
Densitate
mare (HD)
Densitate
dublă
(DD)
Densitate
mare
(HD)
Densitate
foarte
mare (ED)
Piste pe inch 48 96 96 135 135 135
Biți pe inch 5.876 5.876 9.646 8.717 17.434 34.868
Formula
suportului
Ferită Ferită Cobalt Cobalt Cobalt Bariu
Coercitivitate
(oerstezi)
300 300 600 600 720 750
Grosime
(microinch)
100 100 50 70 40 100
Polaritatea
înregistrării
Oriz. Oriz. Oriz. Oriz. Oriz. Vert.

## Densitatea
În termenii cei mai simpli, densitatea este o măsură a cantității de informație care poate fi
concentrată cu fiabilitate într-o anumită zonă a suprafeței de înregistrare. Cuvântul cheie, aici, este
fiabilitatea.
Dischetele au două tipuri de densități: densitate longitudinală și densitate liniară. Densitatea
longitudinală este indicată de numărul de piste care pot fi înregistrate pe dischetă și este exprimată adesea ca număr de piste pe inch (TPI). Densitatea liniară este capacitatea unei anumite piste de a stoca date și este exprimată adesea ca număr de biți pe inch (BPI). Din nefericire, aceste tipuri de densități sunt adesea confundate atunci când sunt comparate diferite discuri și unități.

## Coercitivitatea și grosimea suportului
Specificația de coercitivitate a unui disc se referă la puterea câmpului magnetic necesar pentru a
realiza o înregistrare corespunzătoare. Coercitivitatea, măsurată în oerstezi, este o valoare care
indică puterea câmpului magnetic. Un disc cu o valoare mai mare a coercitivității necesită un câmp
magnetic mai puternic pentru a realiza înregistrări pe acest disc. Pentru o valoare mai mică, discul poate fi inscripționat cu un câmp magnetic mai slab. Cu alte cuvinte, cu cât este mai mică valoarea coercitivității, cu atât discul este mai sensibil.
Suporturile HD necesită valori mai mari ale coercitivității pentru ca domeniile magnetice
adiacente să nu interfereze între ele. Din acest motiv, suportulHDeste de fapt mai puțin sensibil și necesită un semnal de înregistrare mai puternic.
Un alt factor este grosimea discului. Cu cât discul este mai subțire, cu atât o regiune a discului
influențează mai puțin o altă regiune vecină. Prin urmare, discurile mai subțiri pot accepta mai
mulți biți pe inch, fără deteriorarea calității înregistrării.

## Protejarea și manipularea unităților de dischetă și a dischetelor
Majoritatea utilizatorilor de calculatoare cunosc fundamentele protejării dischetelor. Dischetele
pot fi deteriorate cu ușurință în următoarele împrejurări:
- Atingerea suprafeței de înregistrare cu degetele sau cu orice altceva
- Scrierea pe o etichetă de dischetă (atașată pe dischetă) cu pixul sau cu creionul
- Îndoirea dischetei
- Stropirea dischetei cu cafea sau alte substanțe
- Supraîncălzirea dischetei (lăsând-o la soare sau lângă un radiator, de exemplu)
- Expunerea unei dischete la câmpuri magnetice parazite

Cu toate aceste riscuri, dischetele sunt mijloace de stocare destul de robuste; atingerea suprafeței unei dischete nu o distruge neapărat, dar duce la murdărirea dischetei și a unității cu grăsime și praf. Pericolul real pentru dischetele dumneavoastră vine din câmpurile magnetice pe care, fiind invizibile, le puteți întâlni în cele mai neașteptate locuri.
De exemplu, toate monitoarele color (și televizoarele color) care utilizează tehnologia cu tub
catodic (CRT) au o bobină de demagnetizare în jurul feței tubului, care demagnetizează masca de
luminozitate când aprindeți monitorul. Dacă țineți dischetele undeva în apropiere (în limita a 30
cm) de ecranul monitorului color, le expuneți la un câmp magnetic foarte puternic, de câte ori
deschideți monitorul. Păstrarea dischetelor în această zonă nu este recomandabilă, deoarece
câmpul este destinat să demagnetizeze obiectele și funcționează foarte bine și pentru demagnetizarea discurilor. Efectul este cumulativ și ireversibil. Rețineți că displayurile LCD sau cu plasmă nu au bobine de demagnetizare și nu vor afecta suporturile de stocare magnetice.
O altă sursă de câmpuri magnetice puternice este motorul electric, întâlnit în aspiratoare,
radiatoare, aparate de aer condiționat, ventilatoare, ascuțitori electrice pentru creioane și așa mai departe. Nu așezați aceste dispozitive lângă locurile unde păstrați dischete. Boxele audio conțin de asemenea magneți, dar majoritatea boxelor destinate sistemelor PC sunt ecranate, pentru a minimiza alterarea dischetelor.
Păstrați dischetele de 3 1/2 inch la temperaturi cuprinse între 40 și 127 Fahrenheit, iar
dischetele de 5 1/4 inch la temperaturi cuprinse între 40 și 140 Fahrenheit. În ambele cazuri,
umiditatea nu ar trebui să depășească 90%.

## Aparatele cu raze X și detectoarele de metale din aeroporturi
Razele X sunt doar o formă de lumină, iar discurile și calculatoarele nu sunt nici pe departe
afectate de razele X la intensitățile întâlnite în aceste aparate.
Cel care poate deteriora suporturile magnetice este detectorul de metale. Detectoarele de metal
funcționează urmărind deformările într-un câmp magnetic slab. Un obiect de metal introdus în
zona câmpului face să se schimbe forma câmpului, fenomen pe care detectorul îl percepe. Acest
princhpiu, datorită căruia detectoarele sunt sensibile la obiecte de metal, poate fi periculos pentru dischetele dumneavoastră; aparatul cu raze X, în schimb, este cea mai sigură zonă de trecere pentru calculatorul sau dischetele dumneavoastră.
Aparatul cu raze X nu este periculos pentru suportul magnetic, deoarece nu face decât să expună
suportul unei radiații magnetice la o anumită frecvență (foarte înaltă). Lumina albastră este un
exemplu de radiație electromagnetică, de o frecvență diferită. Singura diferență dintre razele X și lumina albastră este frecvența sau lungimea de undă a emisiei.
Unele persoane își fac griji în legătură cu efectul radiației X asupra cipurilor EPROM (Erasable
Programmable Read-Only Memory) din sistemele proprii. Această îngrijorare poate fi considerată
mai justificată decât cea legată de deteriorarea discurilor, pentru că EPROM-urile sunt șterse de
anumite forme de radiație electromagnetică. Totuși, în realitate, nu trebuie să vă îngrijorați nici în legătură cu acest efect. Memoriile EPROM sunt șterse prin expunerea directă la lumină ultravioletă foarte intensă. Mai exact, pentru a fi șters, un cip EPROM trebuie expus la o sursă de lumină UV de 12.000 uw/cm2, cu o lungime de undă de 2.537 angstromi, între 15 și 20 de minute și la o distanță de 1 inch. Creșterea puterii sursei de lumină sau scăderea distanței față de sursă pot scurta timpul de ștergere la câteva minute.
Aparatul cu raze X de la aeroport diferă ca lungime de undă cu un factor de 10.000, iar
intensitatea, durata și distanța de la sursa emițătoare nu sunt nici pe departe cele necesare pentru ștergerea memoriei EPROM. Mulți producători de plăci electronice chiar folosesc inspecția cu raze X a plăcilor de circuite (având instalate componente între care și cipuri EPROM) pentru a testa controlul calității în timpul fabricației.
Acum câțiva ani, a fost publicat un studiu de către doi oameni de știință, dintre care unul proiectează tuburi cu raze X pentru un producător important. Studiul lor se intitulează „Aparatele cu raze X de pe aeroport și discurile flexibile: nici un motiv de îngrijorare“ și a fost publicat în 1993 în revista Computer Methods and Programs in Biomedicine. Conform materialului:
A fost efectuat un studiu controlat pentru a testa posibilele efecte ale razelor X asupra integrității datelor stocate pe dischete de capacități obișnuite. Dischetele au fost expuse la doze de raze X de până la 7 ori nivelul la care ne putem aștepta în cursul unei examinări a bagajelor pe aeroport. Lizibilitatea a aproape 14 megaocteți de date nu a fost afectată de iradierea X, indicând faptul că dischetele nu necesită o manipulare deosebită în cursul unei inspecții cu raze X a bagajelor. De fapt, aceste dischete au fost testate din nou, după doi ani de stocare, și nu s-a găsit nici o degradare măsurabilă din momentul expunerii.

## Instalarea unității
În majoritatea cazurilor, instalarea unei unități de dischetă constă în montarea unității pe șasiul calculatorului și apoi conectarea cablurilor de alimentare și de semnal la unitate. Pentru a monta unitatea pe șasiu sunt necesare în mod normal anumite tipuri de colțare și șuruburi, incluse în mod normal împreună cu șasiul sau carcasa. Există companii specializate în carcase, cabluri, colțare, șuruburi și alte articole utile în asamblarea sistemelor și instalarea unităților.
Deoarece unitățile de dischetă se instalează de obicei în compartimente de aceeași înălțime
(redusă) ca și pentru unitățile de discuri dure, montarea fizică a unității este aceeași pentru ambele tipuri de unități.